# FA Women's National League
FA Women's National League là giải đấu mang của Hiệp hội bóng đá Anh và được điều hành bởi một ban quản lý của FA Board. Giải xếp ở các vị trí 3 và 4 trong hệ thống bóng đá nữ tại Anh, và cung cấp đội cho FA Women's Championship.

## Cấu trúc
Women's Premier League tính tới mùa 2014-15 bao gồm hai hạng đấu Northern Division và Southern Division cùng bốn giải Division 1. Có 72 đội tham dự hai hạng đấu của Women's Premier League.
Từ khi thành lập vào mùa 1992-93 tới mùa 2012-13, giải diễn ra theo cấu trúc kim tự tháp, trong đó FA Women's Premier League National Division là hạng cao nhất. Các hạng đấu Northern và Southern có cấp độ ngang nhau và nằm dưới National Division. Đội vô địch của các giải này được lên chơi ở National Division mùa sau. National Division từng là hạng đấu cao nhất của bóng đá nữ Anh nhưng được thay thế sau khi FA Women's Super League ra đời năm 2011. Sau mùa 2012-13, National Division bị hủy bỏ sau khi FA quyết định thành lập giải hạng nhì dành cho WSL mùa 2014.
Vào mùa 2014-15 Premier League được tái cấu trúc lại để có thêm giải hạng hai, vì thế các giải thuộc Combination Women's Football Leagues được sáp nhập vào Division 1 mới. Lúc này ở cấp độ 3 của bóng đá nữ Anh là Northern và Southern, bên dưới là bốn giải Division 1: Northern, Midlands, South-East và South-West.
Các đội vô địch Northern và Southern sẽ gặp nhau trong một trận play-off tại sân trung lập để có cơ hội thăng hạng lên WSL.

## Các đội vô địch
Dưới đây là danh sách các đội vô địch National Division và Premier League Cup.

### National Division
| Mùa giải | Vô địch Premier League và vô địch nước Anh |
| -------- | ------------------------------------------ |
| 1991-92  | Doncaster Belles                           |
| 1992-93  | Arsenal                                    |
| 1993-94  | Doncaster Belles                           |
| 1994-95  | Arsenal                                    |
| 1995-96  | Croydon WFC                                |
| 1996-97  | Arsenal                                    |
| 1997-98  | Everton                                    |
| 1998-99  | Croydon WFC                                |
| 1999-00  | Croydon WFC                                |
| 2000-01  | Arsenal                                    |
| 2001-02  | Arsenal                                    |
| 2002-03  | Fulham                                     |
| 2003-04  | Arsenal                                    |
| 2004-05  | Arsenal                                    |
| 2005-06  | Arsenal                                    |
| 2006-07  | Arsenal                                    |
| 2007-08  | Arsenal                                    |
| 2008-09  | Arsenal                                    |
| 2009-10  | Arsenal                                    |
| Mùa      | Vô địch Premier League                     |
| 2010-111 | Sunderland                                 |
| 2011-12  | Sunderland                                 |
| 2012-132 | Sunderland                                 |

Croydon W.F.C. đổi tên thành Charlton Athletic vào mùa hè 2000. Leeds United L.F.C. đổi tên thành Leeds Carnegie mùa 2008-09 nhưng đổi lại thành Leeds United Ladies vào mùa 2010-11.

### Regional Division
| 1991-92                      | Bronte                  | Arsenal                |
| 1992-93                      | Aston Villa             | District Line          |
| 1993-94                      | Wolverhampton Wanderers | Bromley Borough        |
| 1994-95                      | Aston Villa             | Maidstone Tigresses    |
| 1995-96                      | Tranmere Rovers         | Southampton Saints     |
| 1996-97                      | Bradford City           | Berkhamsted            |
| 1997-98                      | Ilkeston Town           | Southampton Saints     |
| 1998-99                      | Aston Villa             | Reading Royals         |
| 1999–2000                    | Sunderland              | Barry Town             |
| 2000-01                      | Leeds United            | Brighton & Hove Albion |
| 2001-02                      | Birmingham City         | Fulham                 |
| 2002-03                      | Aston Villa             | Bristol Rovers         |
| 2003-04                      | Liverpool               | Bristol City           |
| 2004-05                      | Sunderland              | Chelsea                |
| 2005-06                      | Blackburn Rovers        | Cardiff City           |
| 2006-07                      | Liverpool               | Watford                |
| 2007-08                      | Nottingham Forest       | Fulham                 |
| 2008-09                      | Sunderland              | Millwall               |
| 2009-10                      | Liverpool               | Barnet                 |
| 2010-11*                     | Aston Villa             | Charlton Athletic      |
| 2011-12                      | Manchester City         | Portsmouth             |
| 2012-13                      | Sheffield               | Reading                |
| FA WSL bổ sung giải hạng hai |                         |                        |
| 2013-14                      | Sheffield               | Coventry City          |
| 2014-15                      | Sheffield               | Portsmouth             |
| 2015-16                      | Sporting Club Albion    | Brighton & Hove Albion |
| 2016-17                      | Blackburn Rovers        | Tottenham Hotspur      |
| 2017-18                      | Blackburn Rovers        | Charlton Athletic      |

Sau khi sáp nhập Women's Combination Leagues vào Women's Premier League năm 2014, Women's Premier League gồm bốn giải hạng dưới của Northern và Southern Division:
| Mùa     | Northern Division One | Midland Division One  | Southeast Division One | Southwest Division One |
| ------- | --------------------- | --------------------- | ---------------------- | ---------------------- |
| 2014-15 | Guiseley AFC Vixens   | Loughborough Foxes    | C & K Basildon         | Forest Green Rovers    |
| 2015-16 | Middlesbrough L.F.C.  | Leicester City W.F.C. | Crystal Palace         | Swindon Town           |

## Giải đấu cúp
Giải đấu cúp chính của WPL là FA Women's Premier League Cup, giải đấu bao gồm tất cả các đội thuộc sáu hạng đấu thuộc WPL. Từ mùa 2014-15, FA Women's Premier League Plate bắt đầu được tổ chức dành cho các đội thua vòng sơ loại của FA Women's Premier League Cup.